# Cyrtophora beccarii
Espèce
Synonymes
- Epeira beccarii Thorell, 1878

Cyrtophora beccarii est une espèce d'araignées aranéomorphes de la famille des Araneidae.

## Distribution
Cette espèce se rencontre au Laos, en Malaisie, à Singapour, en Indonésie, en Papouasie-Nouvelle-Guinée et en Australie dans le Territoire du Nord.

## Étymologie
Cette espèce est nommée en l'honneur d'Odoardo Beccari.

## Publication originale
- Thorell, 1878 : Studi sui ragni Malesi e Papuani. II. Ragni di Amboina raccolti Prof. O. Beccari. Annali del Museo Civico di Storia Naturale di Genova, vol. 13, p. 1-317 (texte intégral).